# コントリビューター行動規範
コントリビューター行動規範（英: Contributor Covenant）は、コラライン・アダ・エムケによって作成された、FOSSプロジェクトの貢献者のための行動規範である。その目的は、マイノリティ、LGBT、およびその他オープンソース開発者に対するハラスメントの軽減にある。
コントリビューター行動規範は、Linuxカーネル、Ruby on Rails、Swift、Go、JRubyなどの著名なプロジェクトで採用されている。主な署名者にはGoogle、Apple、マイクロソフト、インテル、Eclipse、GitLabが含まれている。
2014年にオープンソース文書として初めて公開されて以来、作成者は10万を超えるオープンソースプロジェクトがこれを採用したと主張している。2016年にはGitHubが、オープンソースプロジェクトにコントリビューター行動規範を容易に追加できる機能を導入し、Rubyのライブラリ管理ツールであるBundlerも、ユーザーが作成するソフトウェアにこの規範を追加できるオプションを提供した。
2016年、エムケはコントリビューター行動規範に関する取り組みに対してRuby Hero賞を受賞した。
2018年にLinuxがコントリビューター行動規範 v1.4を採用したことを受けて、Linuxコミュニティ内では賛否両論の反応が起こった。一部はこの変更を称賛し、一部は反対の声を上げた。
2021年、コントリビューター行動規範はOrganization for Ethical Sourceに統合され、この団体は「ソフトウェアの自由は常に人間の自由に奉仕すべきである」という理念を推進している。